# Тавричанский сельский совет
Тавричанский сельский совет (укр. Тавричанська сільська рада) — входит в состав
Каховского района
Херсонской области
Украины.
Административный центр сельского совета находится в 
с. Тавричанка.

## История
- 1959 — дата образования.

## Населённые пункты совета
- с. Тавричанка
- с. Марьяновка
- с. Скворцовка
- с. Солидарное